# 메이지 6년 정변

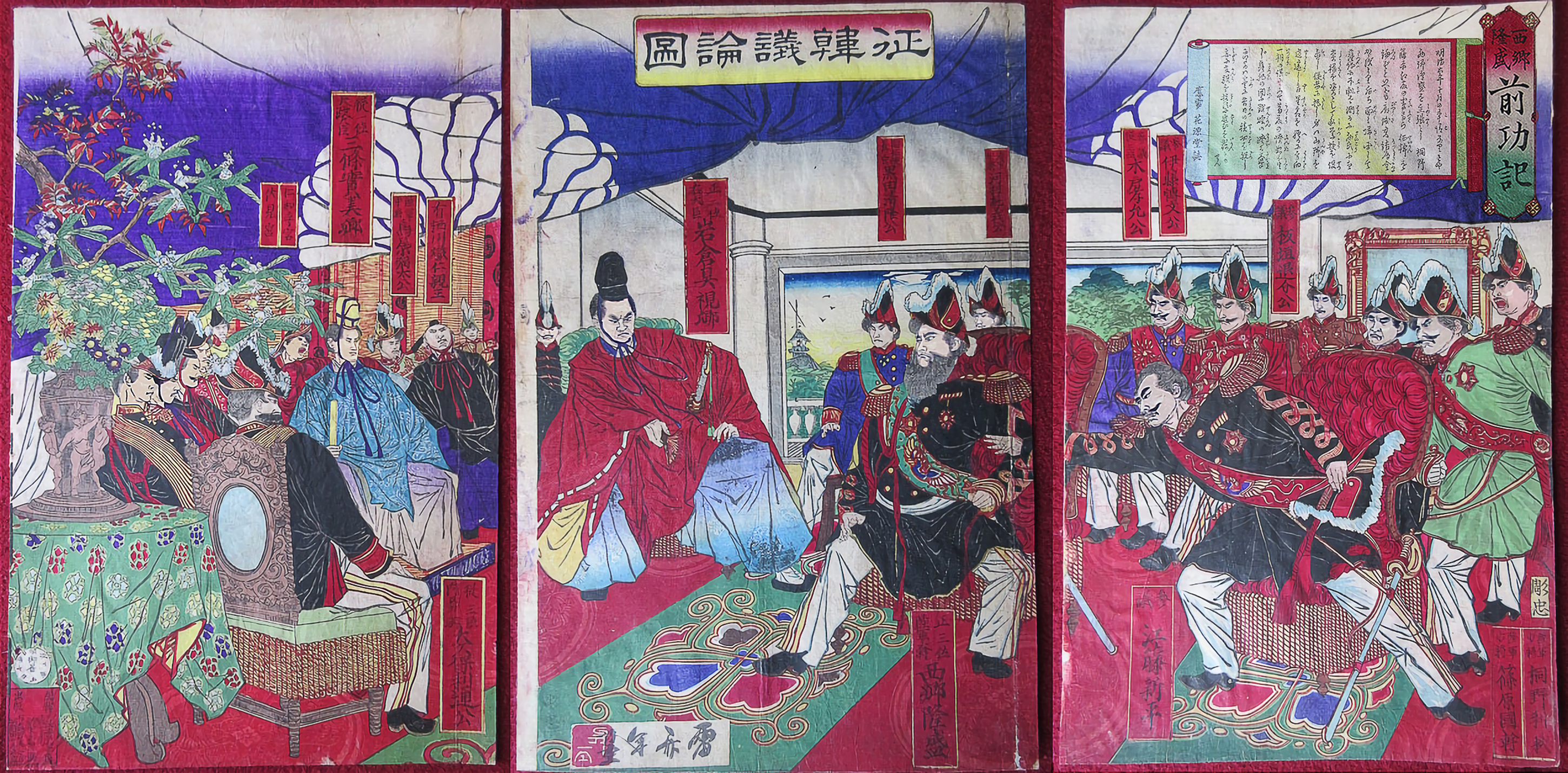
정한의론도, 사이고 다카모리의 일생을 그린 니시키에의 한 장면

메이지 6년 정변(明治六年政変, 1873년)은 메이지 6년에 일어난 정변이다. 이 여파로 당시 정부 수뇌였던 사이고 다카모리를 비롯한 참의의 반 이상과 군인, 관료 약 600명이 사퇴했다. 정변의 직접적인 원인이 정한론의 대두와 이를 둘러싼 찬반 격론이었기 때문에 정한론 정변(征韓論政変)이라고도 한다.
사이고 다카모리를 비롯한 정한론을 주장하던 관료들이 대거 자진 사퇴하자 반대파인 오쿠보 도시미치가 권력을 장악하게 된다.

## 배경

### 조선과 일본의 관계
조선과 일본은 오랫동안 서로 조선 통신사와 일본 국왕사를 통해 교류하여 오다가 임진왜란 이후로 일본 국왕사가 폐지되었고, 조선 통신사 역시 1811년(순조 11년) 이후 파견되지 않았다. 정한론이 대두되던 1873년 당시 조선 측은 흥선대원군이 실권을 장악하고 척화비를 세우는 등 쇄국을 지속하고 있었고 일본 측은 메이지 유신 이후 쓰시마를 통해 조선과 통상을 추진하고 있었다. 쓰시마번은 근대 이전에 조선과 일본 사이의 교류에서 많은 이익을 보고 있었기 때문에 되도록 양국이 평화롭게 교역하는 것이 자신들에게 이로웠다. 이 때문에 조선과 일본 사이를 오가는 국서는 쓰시마번에 의해 민감한 문맥과 낱말은 고쳐지기도 하였다. 조선은 늘 일본을 하대하였고 일본 역시 조선에게 시혜를 배푸는 것처럼 문장을 썼기 때문에 원문을 그대로 보냈다가는 국교가 영영 단절될 수 있었기 때문이다. 그런데 메이지 유신 이후 들어선 일본의 새 정부는 대정봉환을 이유로 국서를 조선에 직접 보냈고 이렇게 보내진 국서에 일본이 스스로를 황제국으로 칭하고 조선에 보내는 국서를 신하국에 보내는 봉칙으로 표현하자 조선은 국서의 접수를 거부한다. 일본의 내각은 이를 매우 "무례"한 일이라고 받아들였다.
조선은 대마도 이외의 지역 출신의 일본 상인의 무역을 여전히 금지하였고 부산에서 밀무역하던 일본 상인이 적발되자 일본을 마음대로 법을 바꾸어 300년 외교 관례를 어기는 "무법지국"(無法之國)이라고 비난하였다. 이를 보고받은 일본 태정관 내의 조선에 대한 태도는 매우 악화되었다. 일본의 새로운 정부를 조선이 인정하지 않았다고 판단했기 때문이다. 정한론의 전개에 있어서도 찬반 양론은 필요성에 대한 논쟁이 아니라 시기 상조인가 아닌가 하는 문제로 대립하였다.

### 일본의 정치 변화

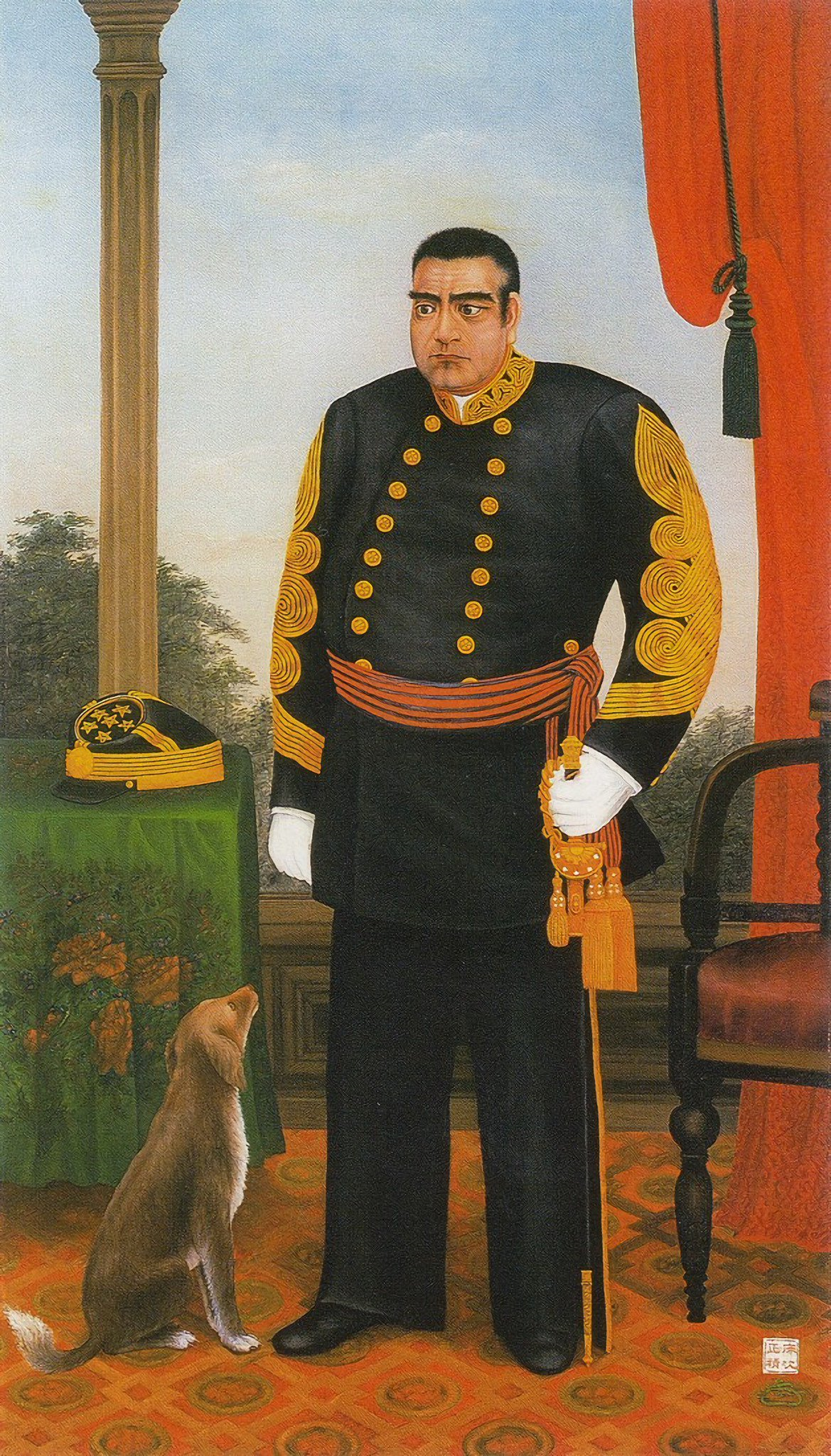
사이고 다카모리

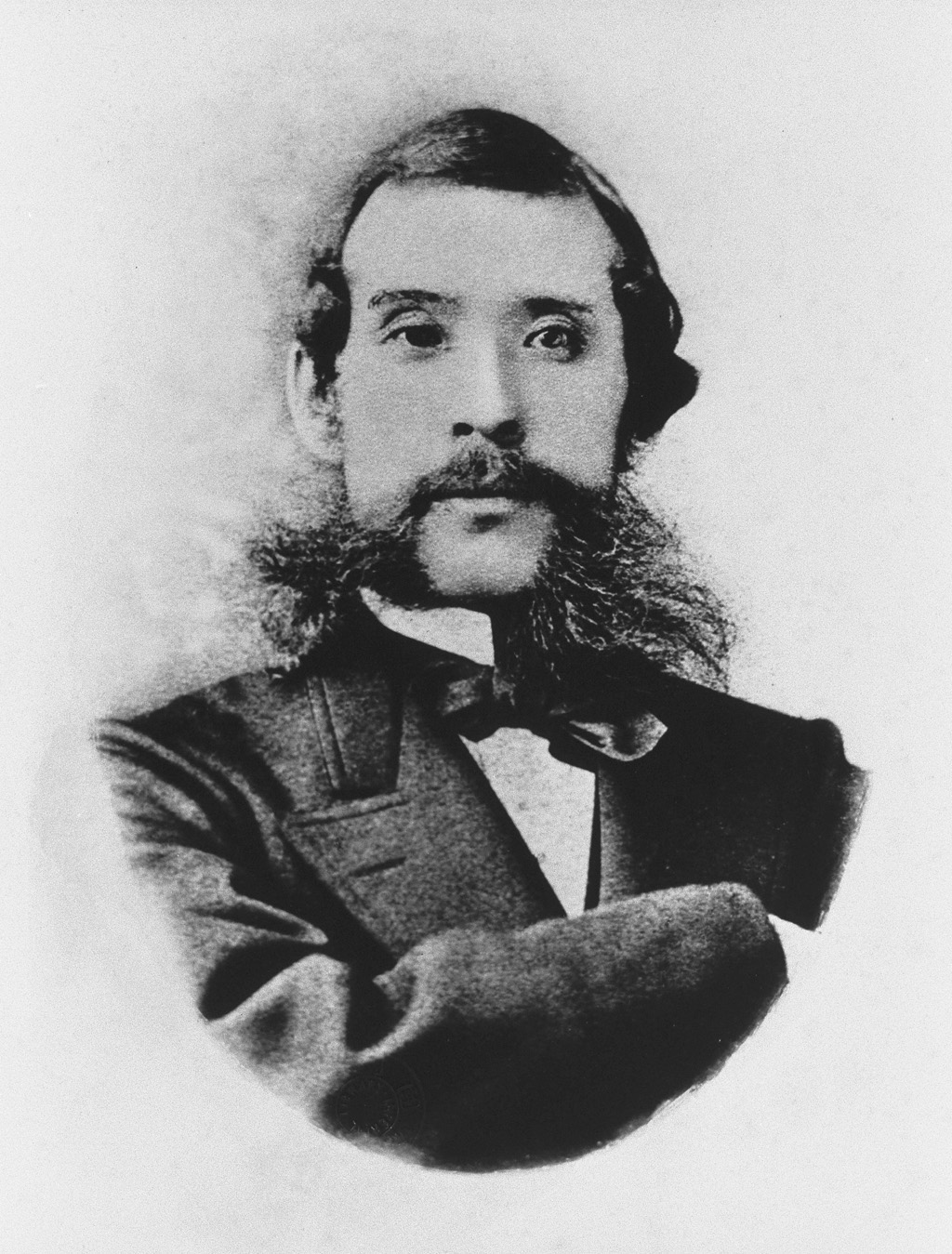
오쿠보 도시미치

메이지 유신과 대정봉환 이후 일본의 정치는 태정관에 의해 이루어졌고 수장은 사이고 다카모리였다. 1871년(메이지 4년) 주요 태정관의 주요 대신들이 이와쿠라 사절단으로 유럽을 순방중인 사이 사이고는 태정관의 조직을 정원, 우원, 좌원의 삼원으로 개편하고 유럽 순방 중이어서 자리를 비운 인사들을 궐석으로 공직에 임명하였다. 이를 유수정부(留守政府)라고 한다. 대신과 참의가 상당수 궐석인 상태의 정부 조직 개편은 결과적으로 사이고 다카모리가 정부의 실권을 장악하는 결과를 가져왔고, 반대편에서는 당장은 아니더라도 견재가 필요하다는 판단을 하게 된다.
새로 수립된 메이지 정부는 중국 및 조선과의 새로운 관계 수립이 절실하였고 조선과의 국교 수립이 난항을 겪자 방향을 선회하여 1871년 청일수호조약을 체결하였다. 이후로도 조선과의 수호통상조약 체결은 메이지 정부의 숙원 과제였다.
한편 메이지 6년(1873년) 초부터 대장성은 다른 관청들과 예산 배정 문제를 놓고 갈등이 빚고 있었다. 이 갈등이 해결 기미가 보이지 않자 정부는 기도 다카요시와 오쿠보 도시미치에게 조기 귀국 명령을 보냈다. 같은 해 4월 이노우에 가오루는 태정관의 정원을 개혁하면서 대장성의 권한 강화를 시도하였지만, 정원을 구성하는 참의들은 새로 만들어진 사법성의 수장으로 에토 신페이, 문부성의 수장으로 오키 다카토, 좌원의 의장으로 고토 쇼지로와 같은 대장성 권한 강화에 반대하는 인물로 채우고 각성의 권한을 정원으로 이첩하여 대장성의 권한을 약화시켰다. 대장성 역시 정원의 통제를 받게 되었기 때문이다. 이로 인해 이노우에의 복심이라 불리던 대장성 수장 시부사와 에이이치는 사임하였고, 이전부터 기도파에 속했던 오쿠마 시게노부가 유수 정부에 접근해 오는 한편, 육군에서 기도파를 대표하던 야마가타 아리토모는 일시적으로 실각하는 등 기도파를 중심으로한 정부의 혼란이 일어나게 되었다.
그러나 유수정부 내의 인사들은 반대장성이라는 것 이외에 달리 결집할 이유가 없었기 때문에 병이 든 사이고가 요양을 위해 아오야마의 별장에 머무는 동안에도 참의들은 각자 독자적인 행동을 할 뿐이었다. 오쿠보는 5월 29일 귀국하였지만, 유수정부에 대한 불만이 있었기 때문에 국내 시찰을 핑계로 참의에 복귀하지 않고 이와쿠라의 귀국을 기다리고 있었다.。
사이고 다카모리가 조선과의 관계 악화를 이유로 정한론을 주장하며 자신이 특사로 조선을 방문하겠다고 하자 이를 계기로 찬반 양론이 정치의 주요 쟁점이 되었다.

## 경과

### 사이고의 조선 사절 파견안
5월 31일 부산의 일본공관(옛 왜관) 대표 히로츠 히로노부는 조선 정부가 일본인의 밀무역을 감독하는 포고를 내면서 일본에 대해 무례한 어휘를 사용하였다고 보고하였다. 참의 이타가키 다이스케는 거류민 보호를 이유로 파병할 필요가 있으며 사절을 보내 이를 통지하자고 주장하였다. 사이고는 파병에 반대하면서 자신이 사절로서 조선에 가겠다고 주장하였다.
고토 쇼지로와 에토 신페이는 사이고의 주장에 찬성하였고 태정대신이었던 산조 사네토미는 사이고가 단독으로 파견될 경우 신변에 위험이 있을 것이라며 병사를 대동하도록 하자고 주장하였으나, 사이고 본인이 이를 거절하였다. 다만 결정은 청나라에 출장 중인 소에지마가 돌아오면 하기로 합의를 보았다. 중국에서 돌아온 소에지마는 사이고의 주장에 찬성하였지만 사절로 갈 사람은 사이고가 아니라 자신이어야 한다고 주장하였다. 7월 23일 귀국한 기도는 유수정부의 현황에 격노하고 오쿠보에게 정부 복귀를 보이코트 하고 뒤에서 현 정부의 타도를 목표로 활동하라고 지시하였다.또한 정한론에 대해 기도는 "조선이 우리의 외교 문서를 받지 않는 무례한 고집은 병력을 동원하여 벌하여야" 하나 먼저 "힘을 기르는 일이 선행되어야 한다"는 의견서를 제출하였다.
7월 말이 되자 사이고는 산조에게 자신의 안을 수용할 것을 강하게 요구하였고 산조는 사이고가 파견될 경우 반드시 살해될 것으로 보고 이를 허락하지 않았다. 한편 사이고는 8월 17일 이타가키에게 보낸 편지에서 "만일 조선에 파견된 사절이 폭살이라도 당하게 된다면 천하의 인심이 조선을 토벌하자는 것에 집중되어 유신정부에 대한 국내 사족과 농민의 반감을 밖으로 돌릴 수 있는 호기가 될 것"이라고 밝히면서 자신이 살해 당하는 것에도 개의치 않는다는 태도를 보였다. 역사학자 모리 토시히코(毛利敏彦)는 정한파의 이러한 언동이 실제 죽음을 각오했다기 보다는 산조를 설득하기 위한 방편이었다고 본다. 사이고는 이 편지에서 사절 파견을 강변하는 이유로 "국내의 어지러운 상황을 밖으로 돌려 나라를 일으키려는 것"이라고 썼다. 참의 오쿠마 시게노부는 정치적이라고 하기 어려운 사적인 편지에서 "사이고가 옛 주군 시마즈 히사미쓰의 질책을 받고 낙담하여 정한론을 성사시키기 위해 조선 궁전에서 살해당하는 최후의 무대를 마련하고자 하는데, 자살을 바라는 것은 아닐까 추측된다"고 썼다. 당시 사이고는 대사질환으로 몹시 비만해져 메이지 천황이 어의였던 독일 의사 데오도르 호프만에게 진료를 지시할 정도였다. 외출을 하거나 업무를 보지 못할 정도는 아니었지만 사이고 스스로는 불치의 병이라고 여기고 있었다.
훗날 육군대신에 오르게 되는 다카시마 토모노스케(高島鞆之助)는 당시를 회상하며 조선과 전쟁을 일으키기 위해 사이고가 죽게 할 정도의 상황은 아니었고 조선과 전쟁을 하게 되면 종주국인 청나라와도 전쟁을 불사해야 한다는 위험이 정한론을 철회하게 된 가장 큰 이유라고 말했다. 게다가 당시 일본 정부는 미야코섬 조난 사건이나 사할린섬 점령 등에도 군대를 보내야 했기 때문에 여력이 없기도 하였다 따라서 정치 거물인 사이고가 주장하는 조선 사절 파견은 그의 측근이라 할 수 있는 사츠마파 안에서 조차 반대 의견이 있었다.
8월 16일 사이고는 이와쿠라 사절단의 귀국을 기다릴 것 없이 조선에 사절을 파견하자고 다시 한 번 강력히 주장하였고 이튿날인 8월 17일 태정관 각의는 이를 수용하였다. 그러나 산조는 내각의 결정을 메이지 천황에게 보고하며 천황으로부터 이와쿠라 사절단이 귀국할 때까지 중대 결정은 연기할 것이라는 회답을 받았다.

### 이와쿠라 사절단 귀국 이후의 상황
9월 13일 귀국한 이와쿠라는 산조와 기도, 오쿠보에게 정부 복귀를 청했다. 이와쿠라는 귀국 직후 각의가 보내온 질문서에 "오로지 국정을 가다듬고 민력을 두텁게 하여야 한다"고 답하여 내치를 우선하여야 한다는 생각을 밝혔다. 또한 사이고의 사절 파견에 대해서는 즉시 이행할 수는 없는 일이라고 하여 반대하였다. 그러나 기도는 9월 16일 병세가 있다는 이유로 참의 복귀를 거부하였다. 기도는 이토 히로부미를 새로운 참의로 지명하였고 오쿠마가 이를 지지하였으나 산조와 이와쿠라는 아직 그러기엔 곤란하다는 입장이었다.
조선 문제의 토의는 기도와 오쿠보의 복귀 문제가 선결되어야 했기 때문에 이와쿠라는 복귀 이후에도 사절 파견 토의를 진행하지 않았다. 사이고는 논의가 지지부진하자 자살을 암시하며 산조를 압박하였다. 산조는 해군대보 가쓰 가이슈의 군비가 갖춰지지 않았다는 의견을 들어 아와쿠라 등과 사절 파견 연기 방침을 합의하였다.
이토가 분주히 움직인 덕분에 오쿠보는 10월 12일 참의에 복구하였고 기도는 각의에 복귀하였다 오쿠보는 재정 상황이 어려운 상황에서 전쟁을 하기 어렵기 때문에 우선 국력을 충실히 하는 것이 고려되어야 한다고 발언하여, 유신 전부터 동지였던 사이고와 대결하기로 마음을 굳히고 만일을 생각해 아이들에게 유서를 남겼다. 같은 날 정한파의 소에지마도 참의에 복귀하였다. 10월 14일 이와쿠라는 각의에 참석하여 사절의 연기를 주장하였다. 이타가키, 에토, 고토, 소에지마는 사절 파견 연기에 동의하였지만 사이고는 즉각 파견하자는 주장을 굽히지 않았다. 이때문에 15일 각의에서 이타가키, 에토, 고토, 소에지마는 사이고를 지지하여 즉시 사절을 파견하도록 요구하였다. 각의의 결정은 태정대신 산조와 우대신 이와쿠라에게 일임되었는데 산조는 사이고의 파견 자체는 승인하는 결정을 하였다. 하지만 산조는 군사권을 쥐고 있었기 때문에 "군비가 되어있지 않다"는 구실로 사이고의 파견을 늦출 생각이었고 이러한 "연설"을 듣게 된 이와쿠라, 오쿠보, 기도는 반발하였다.
| 사진 | 이름              | 신분            | 출신     |
| ---- | ----------------- | --------------- | -------- |
|      | 사이고 다카모리   | 참의, 육군대장  | 사쓰마번 |
|      | 에토 신페이       | 참의, 사법경    | 사가번   |
|      | 이타가키 다이스케 | 참의            | 도사번   |
|      | 고토 쇼지로       | 참의, 좌원 의장 | 도사번   |
|      | 소에지마 다네오미 | 참의, 외무경    | 사가번   |

| 사진 | 이름            | 신분         | 출신     |
| ---- | --------------- | ------------ | -------- |
|      | 산조 사네토미   | 태정대신     | 교토     |
|      | 이와쿠라 도모미 | 우대신       | 교토     |
|      | 기도 다카요시   | 참의         | 조슈번   |
|      | 오쿠보 도시미치 | 참의, 대장경 | 사쓰마번 |
|      | 오쿠마 시게노부 | 참의         | 사가번   |
|      | 오키 다카토     | 참의, 문부경 | 사가번   |

### 산조의 발병과 태정대신 권한대행이 된 이와쿠라
10월 16일 이와쿠라는 산조를 방문하여 결정을 번복해 줄 것을 요청하였지만 산조는 받아들이지 않았다. 그러나 조선을 상대로한 전쟁이 예상되는 이상 다시 한 번 각의를 통해 결정할 필요가 있다고 합의하고 10월 17일 각의를 소집하기로 하였다. 그러나 10월 17일 이와쿠라, 오쿠보, 기도가 사표를 제출하여 각의는 무산되었다. 산조는 오키 다카토에게 이와쿠라를 만나 10월 18일 각의에 출석하도록 설득하라고 하였지만, 이와쿠라는 제안을 거절하였다. 그날 밤 산조는 자택으로 사이고를 불러 결정의 번복을 암시하였지만 사이고는 이에 반발하였다.
10월 18일 산조는 병이 났다. 가슴의 통증을 호소한 것으로 보아 협심증이나 심근 경색 또는 각기병과 같은 병 가운데 하나였을 것으로 여겨진다. 산조는 이와쿠라에게 보낸 편지에서 "나랏일을 잘못 운영하게 이르렀고" "(이 죄는) 죽음으로도 다 갚지 못할 것"이라며 사의를 밝혔다. 10월 19일 소에지마, 에토, 고토, 기도 4 명은 시종장 도쿠다이지 사네쓰네를 통해 메이지 천황에게 이와쿠라를 태정대신 권한대행으로 임명하기를 요청하였다. 또한 정한론 반대파를 배려하여 다시 한 번 각의를 소집하였다. 소에지마 등이 이와쿠라를 태정대신 권한 대행으로 요청한 것은 사절을 파견하기로 한 각의의 결정을 조속히 실행하려는 목적이었을 것이다.
그러나 오쿠보는 각의 결정을 철회시킬 "비책"을 준비 중이었다. 구로다 기요타카를 통해 국내성 소보 요시이 도모자네를 압박하여 이와쿠라가 태정대신 권한대행에 임명되기 전에 산조 시기 각의 결정을 무효화 하도록 한 것이다. 10월 20일 메이지 천황은 이와쿠라의 자택을 방문하여 태정대신 권한대행으로 임명하였다. 역사학자 사사키 스크루佐々木克)는 천황이 직접 이와쿠라의 집을 방문한 것은 산조가 병으로 쓰러진 상황에서 사이고를 사절로 파견할 경우 죽임 당할 수 있는 위험을 몹시 걱정하였기 때문에 이와쿠라의 의중을 직접 듣고 싶어했기 때문이라고 분석하였다. 이 자리에서 이와쿠라는 천황의 개인적 의견을 듣게 된다. 10월 22일 사이고, 이타가키, 소에지마, 에조 등 4 명의 참의가 이와쿠라의 자택을 방문하여 다음 날로 사절을 임명해 줄 것을 주장하였지만, 이와쿠라는 이제 자신이 권한대행이므로 산조의 의견이 아닌 자신의 의견에 따라 시행토록 하겠다며 거절한다. 4명의 참의는 "지연술책"이라고 비난하고 집을 나왔다.

### 사이고의 사임
이와쿠라는 10월 23일 참의에서 사절 파견 결정의 경위를 듣고 스스로의 의견을 발언하였다. 이와쿠라와 오쿠보의 방해로 사이고 등 정한파는 참의에서 발언할 수 없었다. 그러나 천황은 중대사이니만큼 다음날 회답하겠다고 하였고 이와쿠라는 마지막에 또 다른 변수가 생기지 않을까 불안해 하였다. 이날 사이고는 참의를 비롯한 정부관직 일체에서 물러나겠다고 사표를 제출하고 고향으로 돌아갈 차비를 하였다. 10월 24일 이와쿠라는 사절 파견 연기를 결정하고 사이고의 사표를 수리하였다. 그러나 사이고의 육군대장 지위는 그대로 두었고 오쿠보와 기도의 사표도 반려하였다. 24일 이타가키, 에조, 고토, 소에지마 역시 사표를 제출하였으며 25일 이들의 사표가 수리되었다. 이로서 정한파는 모두 각의를 떠나게 되었고 그들의 측근이었던 관료와 군인 역시 사직하였다. 특히 근위병이 대거 이탈하여 사실상 해체 수준에 이으렀다. 당시 사직한 사이고파 장교는 100여 명에 이르렀고 도사번 출신의 장교 40여 명도 사직하여 고향으로 돌아갔다.
메이지 시기 관료였던 마에지마 히소카(前島密)는 이날의 일을 "5년전 사이고가 토쿄를 떠난 날, 오쿠보는 남아서 곤욕을 치렀다. 오쿠보에게 따로 이야기 된 것은 없는 지 물으니 그런 것은 없지만 딱히 싸울 것도 없지 않은가 하는 생각에 '어찌 되어도 좋다'라고 하였다"고 회상하였다. 메이지 유신까지 오면서 겪었던 내전을 다시 시작하고 싶지는 않았다는 의미로 해석되지만, 결국 얼마 지나지 않아 사쓰마에서는 결국 사이고 하야에 불만을 품은 세이난 전쟁이 일어난다.

## 영향

### 오쿠보 정부의 구성
사이고와 함께 참의의 과반이 사직해 버리자 정부를 다시 구성할 수 밖에 없었다. 10월 24일 오쿠보는 각성의 수장들이 겸직하자고 주장하여, 10월 25일 외무경 데라시마 무네노리와 공부경 이토 히로부미, 해군경 가쓰 가이슈가 참의가 되었고, 오키 다카토는 사법경을 겸하게 되었다. 이것은 오쿠보의 제안을 이와쿠라가 수용하여 성사되었다. 그러나 기도는 대장경을 겸하라는 이와쿠라의 제안을 병을 이유로 거절하였다. 산조는 치료 후 정부에 복귀를 요구받았으나 거절하였다. 그러나 12월 25일 제출한 사표가 반려되어 태정대신으로 복귀하게 되었다.
오부보는 《입헌정체에 관한 의견서》를 제출하여 이후 정부에 대한 구상을 말하였다. 또한 큰 권한을 지니게 되는 내무성을 설치하고 스스로 내무경에 취임하여 정부의 강자로 부상하게 된다. 한편, 기도는 병세가 악화되어 지도력을 상실하였다. 이때문에 정변의 와중에 조슈파로부터 인정받게 된 이토 히로부미가 정계에 차세대 주자로서 떠오르게 된다. 또한 기도는 사이고와 가까웠던 야마현의 참의로 취임하는 것에 난색을 보이자 오쿠보가 대신 야마현 참의로 취임하였다. 또한 군대의 혼란을 진정시킨 이토는 점차 기도의 영향 아래에서 벗어나 오쿠보와 가까워지게 되었고 이로서 오쿠보가 정부의 실권을 장악하고 전제적인 정치를 확립하게 되었다.
1874년(메이지 7년) 일본의 각의는 타이완 침략의 찬반을 놓고 격론을 벌였다. 침략에 반대한 기도는 정부를 떠나게 되었다. 이듬해인 1875년 정국의 수습을 위해 열린 오사카 회의에서 기도와 이타가키는 참의 복귀에 합의하였지만 결국 의견이 분열되었고 1878년(메이지 11년) 5월 14일 일어난 키오이자카의 변을 계기로 오쿠보가 정권을 주도하게 된다.
오쿠보와 사이고의 결별은 메이지 유신 이래 정권을 분점하고 있던 번벌의 분열을 불러왔다. 정변에서 패한 사이고, 에조 등은 훗날 사족 반란을 일으켰고, 이타가키는 일시적으로 복귀하였으나 훗날 자유 민권 운동을 시작하여 정부와 적대하게 된다.

### 구월협정
정변 이후에도 조선과의 국교 문제는 여전히 미해결 상태였다. 정한파의 일부도 이지치 마사하루(伊地知正治)와 같이 정부에 잔류한 경우가 있었고, 천황의 칙서는 단지 사절 파견을 연기한다고 하였을 뿐 명시적으로 중지한다고 언급되어 있지는 않았으며, 그 마저도 연기 사유는 당시 러시아 등과의 국경 분쟁 상태인 점을 고려한다는 것 뿐이 었기 때문이다. 따라서 러시아와의 국경 분쟁이 해결되면 언제든 조선으로 사절을 보낼 명분이 생기게 된다. 1875년 상트페테르부르크 조약을 통해 사할린섬과 쿠릴 열도에 대한 러시아와의 국경 협상이 마무리되자 정부 안에 잔류하였던 정한파는 다시 한번 조선으로 사절을 파견하자는 의견을 내세웠다.
이즈음 일본은 타이완 침략을 벌인 상태였고, 조선은 흥선대원군이 실각하여 상황이 달라져 있기도 하였다. 이에 따라 모리야마 시게루(森山茂)를 담당자로 임명하여 1874년 9월 다시 조선과 다시 협상이 진행되었다. 이 협상에서 일단 실무 차원에서 국교 회복을 위한 교섭을 한다는 이른바 "구월협정"이 양국 사이에 맺어지게 되었다. 동래부 소속의 훈도 현석윤이 모리야마를 맞아 협상을 벌였고, 조선의 고종 역시 재가한 이 협정은 일본이 스스로를 황제로 표현하더라도 조선이 이를 문제삼지 않기로 하고 조선 국왕의 칭호를 어찌할 것인지는 그때 그때 상황에 맞게 정리하기로 하였다.
그러나 일본에서는 사가의 난이 일어나 조선과의 협상 문제는 뒤로 밀리게 되었고, 그 사이 조선은 흥선대원군의 재집권 시도와 아들인 고종 사이의 암투로 매우 어지러운 정국을 보내고 있었다. 구월협정이후 시간이 제법 흐른 1875년 2월이 되어서야 모리야마는 다시 일본의 국서를 지니고 부산에 당도하였다. 일본의 오쿠보 정부로서는 이 국서로 조선과 국교에 성공하여 자국내의 정한론을 일소하기 위해 조선의 답방을 요청하는 내용을 담고 있었다. 그러나 이번엔 그 동안의 관례와 달리 국서가 일본어로 작성된 점이 문제가 되었다. 조선은 상례에 따라 한문을 사용하지 않고 자국 위주의 일본어를 사용하였다는 이유로 다시 국서 접수를 거부하였고, 결국 구월협정은 파탄나게 되었다.
일본 내에서는 입헌제 개헌 등의 논쟁이 한창이었기 때문에 정한파의 주장이 즉각적인 힘을 엊지는 못하였지만, 결국 외교 교섭으로 국교 수립이 어렵다고 판단한 일본 정부는 자신들이 미국의 페리에게 당했던 바를 모델삼아 운요호 사건을 빌미로 강화도 조약을 체결하기에 이른다.

### 천황과 정부의 관계
이 정변의 결과 정부의 결정에 대한 최종 권한은 천황에게 있다는 점이 공식화되었다. 조선에 대한 사절의 파견이든, 정부 각료의 사임과 취임에 대한 사안이든 결국 천황이 최종적으로 결정한 전례를 남기게 된 것이다. 결국 세이난 전쟁 이후 궁중의 보수파가 천황과의 인적 관계를 독점하여 이러한 우려는 현실화되었다. 이토 히로부미 등은 일본 제국 헌법의 초안을 작성하면서 정부의 일부가 천황을 독점하지 못하도록 하는 방편으로 천황 신격화를 선택하였는데, 세이난 전쟁이후 민권파가 되어 자유 민권 운동을 주도하고 있던 옛 정한파의 반란 사족이 정권을 잡는 경우를 두려워하고 있었고, 같은 이유로 유럽 등의 입헌군주제에서 보이는 삼권 분립을 회피하고자 하였다. 그러나 이러한 신격화는 법제상 천황에게만 책임이 주어지는 군부를 민간 정부가 통제하지 못하는 결과를 초래하였고 훗날 일본이 군국주의의 길로 빠져드는 이유가 되었다.

## 연구사
정변의 원인에 대한 기존의 견해는 유수정부 안에서 사이고를 대표로 하는 정한파와 오쿠보를 대표로 하는 내치 우선파 사이의 갈등을 중요한 동기로 보는 것이었다. 그러나 1970년대에 이르러 모리 도시히코(毛利敏彦)가 정한론에 대한 입장은 명분일 뿐 실상은 조슈파와 오쿠보파가 연합하여 에조 등을 축출하고자 한 것이 주요 목적이라는 해석을 내놓아, 이에 대한 논의가 활발히 이루어졌다. 강범석(히로시마 시립대학교)은 사이고가 자살을 원한 것은 아니라는 의견으로 사쓰바번과 조슈번의 연합파였던 삿쵸 세력과 사토번-사가번의 대립이 주요 원인이라고 본다. 다무라 사다오(田村貞雄)는 모리의 정쟁설에 반대하여 사이고가 내세운 정한론의 본질은 조선과의 관계 문제라고 생각한다. 이에치카 요시키(家近良樹)는 다카하시 히데나오(高橋秀直)와 가츠다 마사하루(勝田政治)의 연구를 이어 정변의 기본 과정에서 보인 실제 사실을 규명하고자 하였다. 일본의 사학계에서 모리의 주장은 소수 의견이다.

## 같이 보기
- 정한론
- 세이난 전쟁
- 운요호 사건
- 강화도 조약

## 참고 문헌
- 笠原英彦 (2007). “廃藩政権と留守政府--明治四年の政治動向”. 《法学研究》 (慶應義塾大学法学研究会) 80 (4): 95–130. NAID 120005819832.
- 吉野誠 (2000). “明治6年の征韓論争”. 《東海大学紀要 文学部》 (東海大学文学部) (第73輯): 1–18. NAID 110000195520.[깨진 링크(과거 내용 찾기)]
- 内藤一成 (2019). 《三条実美 維新政権の「有徳の為政者」》. 中公新書. 中央公論社. ISBN 978-4121025289.
- 佐々木克 (2010). “明治六年政変と大久保利通”. 《奈良史学》 (奈良大学史学会) (28): 1–37. NAID 120004793933.
- 高橋秀直 (1993). “征韓論政変の政治過程”. 《史林》 (史学研究会 (京都大学文学部内)) 76 (5): 673–709. NAID 110000235395.
- 笠原英彦 (2001). “大久保政権の成立をめぐる一考察”. 《法学研究》 (慶應義塾大学法学研究会) 74 (6): 93–118. NAID 120005819832.
- 辻岡正己 (1989). “大久保政権の成立とその性格”. 《広島経済大学経済研究論集》 (広島経済大学経済学会) 12 (4): 13–38. NAID 120005819832.
- 坂本多加雄 (1998). “征韓論の政治哲学”. 《年報政治学》 (日本政治学会) 49 (6): 55–69.
- 家近良樹 (2011). “西郷隆盛と幕末維新の政局：体調不良を視野に入れて”. ミネルヴァ書房: 95.